# Chaman (ort i Iran)
Chaman (persiska: چمن, Chaman-e Golīn) är en ort i Iran.   Den ligger i provinsen Kermanshah, i den västra delen av landet, 500 km väster om huvudstaden Teheran. Chaman ligger 790 meter över havet och antalet invånare är 149.
Terrängen runt Chaman är huvudsakligen kuperad. Chaman ligger nere i en dal. Runt Chaman är det ganska glesbefolkat, med 38 invånare per kvadratkilometer. Närmaste större samhälle är Gīlān-e Gharb, 13,4 km söder om Chaman. Omgivningarna runt Chaman är i huvudsak ett öppet busklandskap.